# Rondeletia nimanimae
Rondeletia nimanimae är en måreväxtart som beskrevs av Carl Karl Wilhelm Leopold Krug och Ignatz Urban. Rondeletia nimanimae ingår i släktet Rondeletia och familjen måreväxter. Inga underarter finns listade i Catalogue of Life.